# Condado de Santa Bárbara
El condado de Santa Bárbara (en inglés: Santa Barbara County), fundado en 1850, es uno de 58 condados del estado estadounidense de California. En el año 2008, el condado tenía una población de 421 625 habitantes y una densidad poblacional de 56 personas por km². La sede del condado es Santa Bárbara.

## Geografía
Según la Oficina del Censo, el condado tiene un área total de 9813'5 km², de la cual 7088'8 km² es tierra y 2724'7 km² (0'26%) es agua.

### Condados adyacentes
- Condado de San Luis Obispo (norte)
- Condado de Kern (noreste)
- Condado de Ventura (este)
- Océano Pacífico (sur y oeste)

### Localidades

#### Ciudades
Buellton |
Carpintería |
Goleta |
Guadalupe |
Lompoc |
Santa Bárbara |
Santa María |
Solvang 

#### Lugares designados por el censo
Ballard |
Isla Vista |
Los Álamos |
Mission Canyon |
Mission Hills |
Montecito |
Orcutt |
Santa Ynez |
Sisquoc |
Summerland |
Toro Canyon |
Base Vandenberg de la Fuerza Aérea |
Vandenberg Village 

#### Áreas no incorporadas
Argüello |
Casmalia |
Concepción | 
Cuyama |
Garey |
Gaviota |
Hope Ranch |
Las Cruces |
Los Olivos |
New Cuyama |
Painted Cave |
Ventucopa 

## Demografía
En el censo de 2000, había 399 347 personas, 136 622 hogares y 89 487 familias residiendo en el condado. La densidad poblacional era de 56 personas por km². En el 2000 había 142 901 unidades habitacionales en una densidad de 20 por km². La demografía del condado era de 72'72% blancos, 2'30% afroamericanos, 1'20% amerindios, 4'09% asiáticos, 0'18% isleños del Pacífico, 15'20% de otras razas y 4'31% de dos o más razas. 34'22% de la población era de origen hispano o latino de cualquier raza.
Según la Oficina del Censo en 2008 los ingresos medios por hogar en el condado eran de 59 850dólares, y los ingresos medios por familia eran de 69 855. Los hombres tenían unos ingresos medios de 37 997$ frente a los 29 593 $ para las mujeres. La renta per cápita para la localidad era de 30 062 dólares. Alrededor del 15'80% de la población estaban por debajo del umbral de pobreza.

## Transporte

### Principales autopistas
| - U.S. Route 101 - Ruta Estatal 1 - Ruta Estatal 33 - Ruta Estatal 135 - Ruta Estatal 144 | - Ruta Estatal 154 - Ruta Estatal 166 - Ruta Estatal 192 - Ruta Estatal 217 - Ruta Estatal 246 |